# Quantitat diària recomanada
La quantitat diària recomanada (abreujat com CDRi en anglès Dietary Reference Intake DRI) és, en nutrició,la dosi mínima que s'ha de consumir d'un nutrient per a mantenir-se sa. Representen la quantitat suficient de diferents nutrients (macronutrients:proteïnes, lípids, glúcids i micronutrients (vitamines, minerals i oligoelements) necessaris per assegurar la cobertura de la totalitat de necessitats fisiològiques de cada ésser humà evitant tota carència alimentària.
Són avaluats a partir de dades científiques i responent a regles fixades (per exemple a nivell europeu). Es calculen en funció de la necessitat nutricional mitjana mesurada sobre un grup d'individus.
L'origen d'aquestes recomanacions està en la Segona Guerra Mundial amb la necessitat dels Estats Units, d'establir la influència de la nutrició en la defensa del país
| Nutrient                      | Aportació diària recomanada | Aliment amb gran contingut                                                        |
| ----------------------------- | --------------------------- | --------------------------------------------------------------------------------- |
| Vitamina A (retinol)          | 800 µg;ER                   | oli de fetge de bacallà, fetge, Agrella (Rumex), pastanaga                        |
| Vitamina B1 (tiamina)         | 1,3 mg                      | Fesol, espàrrec, bròquil                                                          |
| Vitamina B2 (riboflavina)     | 1,6 mg                      | Cafè, cereals                                                                     |
| Vitamina B3 (o PP, niacina)   | 14 mg                       | Cafè, cereals                                                                     |
| Vitamina B5 (àcid pantotènic) | 5 mg                        | cereals complets, gelea reial bolets, tonyina                                     |
| Vitamina B6 (piridoxina)      | 1,8 mg                      | aviram, fetge, germen de blat                                                     |
| Vitamina B8 ou H (biotina)    | 50 µg                       | Llevat sec, fetge, ronyó                                                          |
| Vitamina B9 (àcid fòlic)      | 330 µg                      | Llevat sec, faves, espinac, fetge                                                 |
| Vitamina B₁₂ (cobalamina)     | 2,4 µg                      | Fetge, ronyó                                                                      |
| Vitamina C (àcid ascòrbic)    | 110 mg                      | Malpighia punicifolia, guaiaba, llimona                                           |
| Vitamina D3 (colecalciferol)  | 5 µg                        | Oli de fetge de bacallà, peix gras                                                |
| Vitamina E (tocoferol)        | 12 mg                       | Oli d'oliva verge, oli de germen de blat, de gira-sol, avellanes, ametlles seques |
| Vitamina K                    | 45 µg                       | Choucroute, julivert, bròquil                                                     |
| Calci                         | 900 mg                      |                                                                                   |
| Ferro                         | 9 mg                        |                                                                                   |
| Iode                          | 150 µg                      |                                                                                   |
| Magnesi                       | 420 mg                      |                                                                                   |
| Fòsfor                        | 750 mg                      | Peix                                                                              |
| Seleni                        | 60 µg                       | Nou del Brasil (Bertholletia excelsa)                                             |
| Zinc                          | 12 mg                       |                                                                                   |